# Mourir à Madrid
Mourir à Madrid (en francés: Morir en Madrid) es un largometraje documental francés de 1963 sobre la guerra civil española dirigido por Frédéric Rossif. Realizado con documentos cinematográficos de la época, cuenta con comentarios de Madeleine Chapsal (leídos por Suzanne Flon, Germaine Montero, Pierre Vaneck, Roger Mollien y Jean Vilar) y con música de Maurice Jarre.
El film fue nominado para el Óscar en la categoría de mejor documental y obtuvo los premios Jean Vigo y BAFTA.

## Producción
En 1961, el director Fréderic Rossif y la productora Nicole Stéphan obtuvieron el permiso del ministro de Información Gabriel Arias-Salgado para la realización de una película cuyo título provisional era La España eterna.
La película no fue fácil de realizar y, en el momento de su estreno, fue muy atacada tanto por la extrema derecha como por la extrema izquierda. El gobierno francés, para complacer al Francisco Franco, retrasó el estreno de la película durante más de un mes y pidió que se cortaran algunas escenas. Según el testimonio de Nicole Stéphane en 2006, el gobierno español pidió 25 cortes y los censores franceses finalmente hicieron seis.

## Premios y nominaciones
- Prix Jean-Vigo (1963)[6]
- Prix du Chevalier de la Barre (1963)[7]
- BAFTA al mejor documental (1968)[8]
- Nominación: Premio Óscar al mejor largometraje documental (1966)[3]